# Große Randstufe

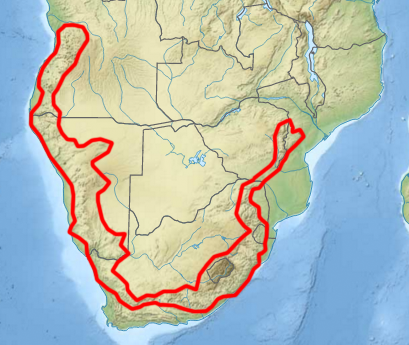
Ungefährer Verlauf der Großen Randstufe (maximale Ausdehnung)

Die  Große Randstufe (englisch Great Escarpment) ist eine Gelände- und Schichtstufe im südlichen Afrika, die das Binnenhochland gegen die Küstenebenen zum Atlantischen und Indischen Ozean abgrenzt. In einigen (voneinander durch deutlich flachere Gebiete getrennten) Regionen nehmen die ansonsten eher plateauartigen Bereiche oberhalb der Randstufe die Ausmaße von Hochgebirgen an. Folgt man dem Verlauf der Stufe, liegt ihre Gesamtlänge – je nach den hinzugezählten Hochländern zwischen über 4000 bis fast 6000 km.

## Entstehung
Die Große Randstufe beinhaltet einige der geologisch ältesten Gebiete der Erde. Die Randstufe selbst entstand zwar erst nach dem Auseinanderbrechen des Ur-Kontinents Gondwana vor etwa 120 Mio. Jahren, jedoch besteht sie zumindest teilweise aus Gesteinseinheiten mit einem Alter von über zweieinhalb Milliarden Jahren. Diese sind das heute von einer Verwitterungsdecke überzogene Relikt eines relativ kleinen Urkontinentes, der bereits existierte, bevor sich Gondwana formte.
Im Zuge des Auseinanderbrechens Gondwanas wurde die kontinentale Kruste im Bereich der Ränder der neu entstehenden Afrikanischen Platte gedehnt, dünnte aus und senkte sich ab. Bald darauf bildete sich erste ozeanische Kruste an den neuen Plattenrändern. Die Absenkung der jungen Ränder des Afrikanischen Kontinentalblockes, einschließlich des südlichen Afrikas, hielt derweil an. Zudem senkten sich, wenngleich weniger stark, auch die zentralen Regionen des südlichen Afrikas. Alle diese Prozesse, die überwiegend in der Kreidezeit und im Tertiär stattfanden, gingen mit Bruchtektonik einher.
Die abgesenkten Bereiche am Kontinentalrand bilden die heutigen Schelfgebiete und Küstenebenen, die abgesenkten zentralen Bereiche bilden die Becken im Inneren des südlichen Afrikas (z. B. das heutige Kalahari-Becken). Die Bereiche dazwischen, die nicht oder kaum von Senkungsbewegungen betroffen waren, bilden heute die Große Randstufe.
Im Laufe der vergangenen Jahrmillionen ist die Große Randstufe durch das Zusammenspiel von Absenkung des Kontinentalrandes und rückschreitender Erosion kontinenteinwärts gewandert und wird dies auch in den kommenden Jahrmillionen tun.

## Verlauf
Die Zuordnung einzelner Gebirgszüge zur Großen Randstufe ist im Nordwesten und Nordosten uneinheitlich. Maximal werden sowohl alle Küstengebirge Angolas als auch die Gebirge zwischen Simbabwe und Mosambik hinzugezählt.

### Angola
Beginnend mit dem Hochland von Bié an der mittleren angolanischen Atlantikküste folgt die Serra da Chela, die etwa bis zur namibischen Grenze reicht.

### Namibia

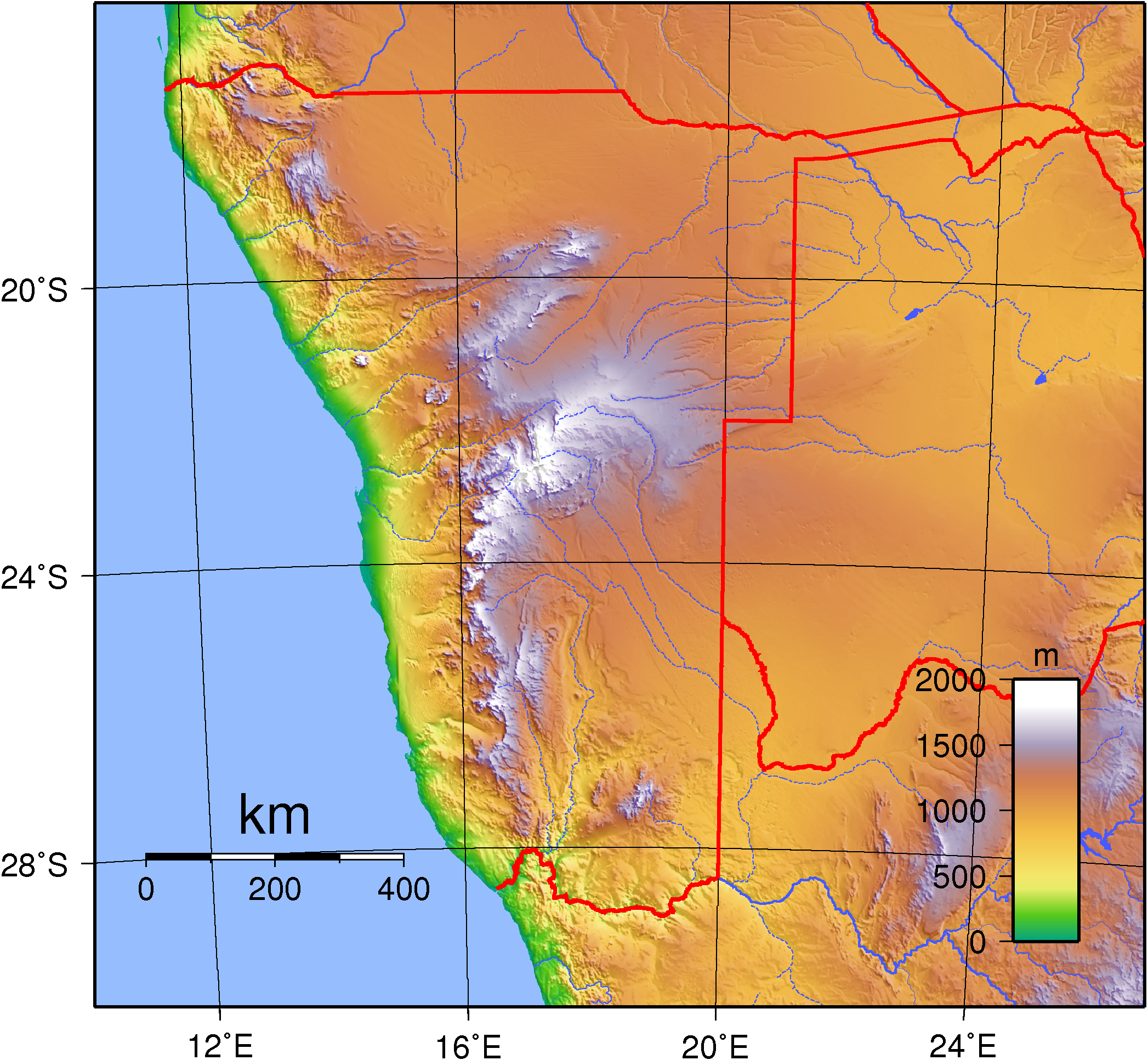
Orographische Karte von Namibia

Die Große Randstufe durchzieht Namibia von Nord nach Süd als eine der drei vorherrschenden Landschaftsformen. Sie trennt die Küstenebene vom Binnenhochland.
Der westlich der Randstufe gelegene, küstennahe Teil des Landes zieht sich als etwa 2000 km langer, aber nur 80 bis 130 km breiter Streifen von Angola bis in die südafrikanische Provinz Nordkap und entspricht im Wesentlichen dem Bereich der Küstenebene. Dieser Küstenstreifen wird hauptsächlich von der Namibwüste eingenommen und steigt vom Niveau des Meeresspiegels nur langsam auf 600 m Höhe an. Im Norden ist der Küstenstreifen vorwiegend steinig, teilweise felsig (siehe Skelettküste) und im Süden vorwiegend Sandwüste (vor allem südlich des Trockenflusses Kuiseb) mit großen Wanderdünen bis über 300 m Höhe.
An den Naturraum der Namib schließt sich nach Osten der Steilanstieg der Großen Randstufe an, der auf eine bis zu über 2000 m über NN erreichende Schichtstufe hinaufführt.
Im Norden, zwischen dem Kunene- und dem Huab-Fluss wird die Große Randstufe von den Hartmann-, Baynes- und den Joubertbergen gebildet, im Süden durch das Khomashochland, die Rantberge, die Naukluftberge sowie Tsarisberge, Schwarzrand und Tirasberge. Breite und tiefe, zur Küste ausgerichtete Flusstäler schneiden durch die Große Randstufe und öffnen sie zur Namib hin. In Zentralnamibia, im Bereich des 19. bis 23. Breitengrades ist die Randstufe erodiert und über mehrere hundert Kilometer unterbrochen: die sogenannte Randstufenlücke. Sie wird durch eine schiefe, kontinuierlich ansteigende Ebene ersetzt und das Gelände steigt kontinuierlich bis zum Niveau des Binnenhochlandes an. Außerhalb der Großen Randstufe stehen das Brandbergmassiv, das Erongogebirge und einzelne Inselberge wie die Kleine und Große Spitzkoppe.
Vom Naukluftgebirge bis zum Oranje-Fluss verläuft die Große Randstufe über 400 km in Nord-Süd-Richtung als Schichtstufe (Rotrand) und am Rande des Diamantensperrgebiets erheben sich die Granitberge der Großen Randstufe aus den weiten Ebenen der Namib.
Richtung Osten senkt sich die Große Randstufe allmählich in die Bergländer der Randschwelle und zum zentralen innerafrikanischen Hochland ab und geht in das sandgefüllte Becken der Kalahariwüste über, die zu den Beckenlandschaften der Karoo-Supergruppe im südlichen Afrika gehört. Im Norden wird das Binnenhochland von breiten Tälern durchzogen, wobei einzelne Berge aus den Hoch-Plateaus herausragen. Im Süden ist das Hochland zumeist flach und die Landschaft wird nur durch wenige tiefe Täler gegliedert.

### Südafrika

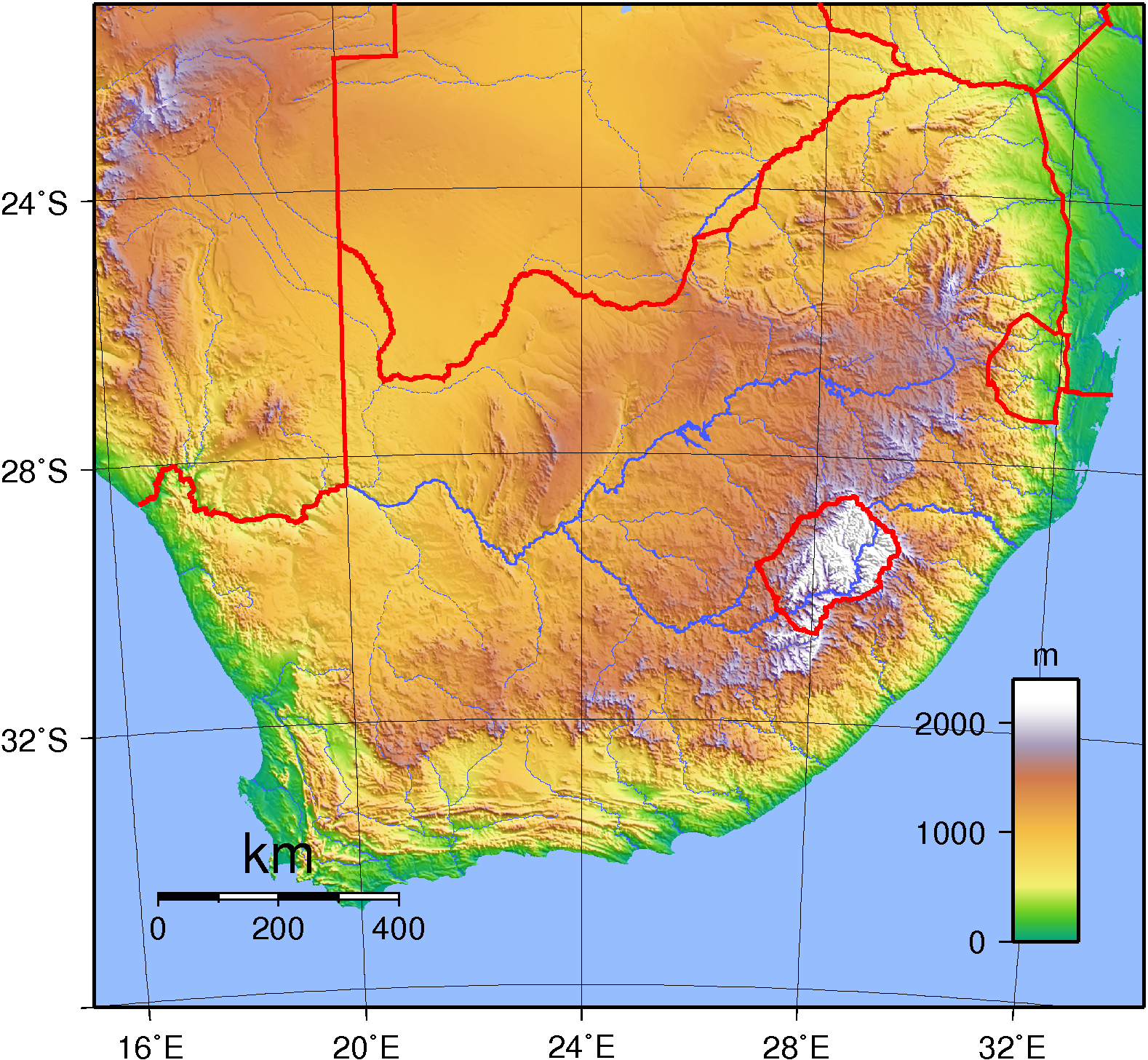
Orographische Karte der Republik Südafrika, Eswatini und Lesotho

Im Grenzgebiet von Namibia und Südafrika quert die Große Randstufe den Canyon vom Oranje und setzt sich als westlicher Abhang der Bergszenerie vom Richtersveld in Richtung Süden, vorbei an Springbok über die Bokkeveldberge (840 m) in das Landesinnere fort. Hier teilt die Große Randstufe die Karoo in ihre zwei wichtigen Teilbereiche. Das beginnt etwa am Hantamsberg-Massiv (1659 m, Hantam Peak) entlang der Höhenzüge von den Roggeveldbergen (1844 m, Swaarweerberg), des Komsberg (1766 m, Salpeterkop) und der Nuweveldberge (1962 m, Gert Adriaanskop) bis zum Molteno-Pass unweit der Stadt Beaufort West. Von hier verläuft die Höhenkante durch weiteres kaum bewohntes Gebiet der semiariden Karoo bis in die Region westlich von Graaff-Reinet und zieht sich dort vom südlichen bis östlichen Gebirgsabfall des Sneeuberg-Massivs (2504 m, Kompasberg) mit einer Wendung nach Norden. Hier umfasst sie bogenförmig das Fish-River-Becken und bildet an dessen östlichem Rand die Bamboesberge (2208 m) und das Stormberg-Massiv (2169 m) nördlich von Queenstown.
Nun folgt die Große Randstufe einer Linie in der Provinz Eastern Cape, die ungefähr entlang einer Linie mit den Ortschaften Dordrecht, Elliot mit dem Barkly-Pass, Nqanqarhu und Elands Height verläuft, und geht auf die westlichen Ausläufer der Drakensberge über. Hier erreicht die Höhenkante den Grenzbereich von Südafrika und Lesotho. Der Landesgrenze folgend, zieht sie sich am Osthang der Drakensberge (3482 m) als die größte Erhebung in ihrem Gesamtverlauf entlang. Der größte Höhenunterschied besteht am Sanipass in KwaZulu-Natal. Hier verläuft auf langer Distanz und parallel zur Randstufe der Ukhahlamba-Drakensberg Park. Am nördlichen Ende der Drakensberge wendet sich die Höhenstufe fast rechtwinklig von ihnen ab und zieht sich unweit von Harrismith in nördlicher Richtung durch die Provinz Mpumalanga, an Eswatini vorbei nach Mbombela in die Provinz Limpopo, über die kleinen Strydpoortberge (2208 m) bis zum Soutpansberg-Massiv (1876 m) bei Louis Trichardt. Hier sinkt sie zur Flussniederung des Limpopo vorerst ab. Ihre Fortsetzung ist innerhalb von Simbabwe weiter erkennbar und erreicht weiter nördlich das Gebiet von Mosambik.

### Mosambik und Simbabwe

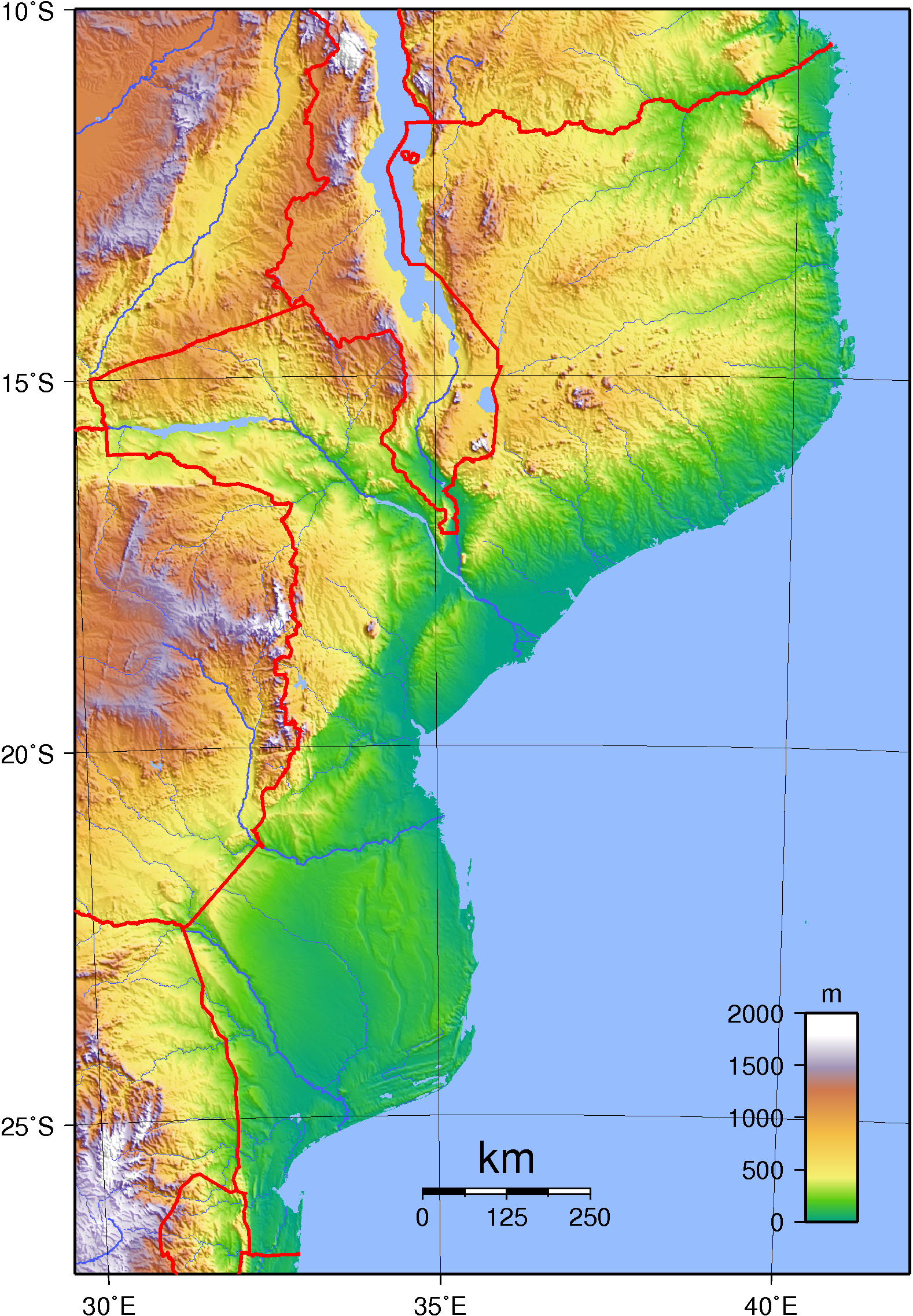
Orographische Karte von Mosambik

Die Große Randstufe beginnt in Mosambik mit den Lebombobergen, nahe der westlichen Staatsgrenze, und erhebt sich vom Tiefland ausgehend bis in eine Höhe von 2400 Metern. Eine Gebirgsbildung durch Kollision tektonischer Platten und zusammenhängende Verfaltungen beziehungsweise Überschiebung fand hier nicht statt, so dass hier weitestgehend die Gesteine in ihren ursprünglichen Lagerungsverhältnissen erhalten geblieben sind.
Nördlich des 20. Breitengrades nähert sich der Verlauf der Großen Randstufe der Küste des Indischen Ozeans und erreicht im Chimanimani-Gebirge und den Eastern Highlands von Simbabwe deutlich größere Höhen als im Süden des Landes. Der Übergangsbereich von der Randstufe zum Flachland und in der der Randstufe östlich vorgelagerten Hochebene der Provinz Manica sind von Tropen geprägt. Markante Inselberge erheben sich hier aus der weitestgehend flachen Landschaft.